# Tratado de Cooperación y Seguridad Mutuas entre Estados Unidos y Japón
El Tratado de Cooperación y Seguridad Mutua entre los Estados Unidos y Japón (日本国とアメリカ合衆国との間の相互協力及び安全保障条約 Nihon-koku to Amerika-gasshūkoku to no Aida no Sōgo Kyōryoku oyobi Anzen Hoshō Jōyaku?), en inglés denominado U.S.-Japan Security Treaty y en japonés Anpo jōyaku (安保条約?) o simplemente Anpo (安保?), es un tratado que permite la presencia de bases militares estadounidenses en territorio japonés y compromete a ambas naciones a defenderse entre sí contra posibles ataques dentro del territorio administrado por Japón. Con el tiempo, ha tenido el efecto de establecer una alianza militar entre Estados Unidos y Japón.
El tratado actual entró en vigor el 23 de junio de 1960, reemplazando a la versión anterior ratificada en 1951 junto con la firma del Tratado de Paz de San Francisco, el cual puso fin a la Segunda Guerra Mundial en Asia y a la ocupación de Japón por parte de Estados Unidos (1945-1952). La revisión del tratado en 1960 fue un proceso muy polémico en Japón; su aprobación estuvo sujeta a oposición por parte del público japonés y resultó en las protestas de Anpo, que fueron las mayores protestas populares en la historia del país.
El tratado de 1960 modificó significativamente el acuerdo de seguridad entre Estados Unidos y Japón en dirección hacia una mayor reciprocidad entre las naciones. El tratado original de 1951 estipulaba la posibilidad de los Estados Unidos de establecer fuerzas en Japón sin previo aviso para su uso en todo el este de Asia, y no especificaba ninguna obligación de defender a Japón en caso de ser atacado; contenía además una cláusula que permitía a las tropas estadounidenses intervenir en los asuntos internos del país. La versión actualizada del tratado eliminó esta última cláusula y subsanó las demás estipulaciones, incluyendo artículos delineando las obligaciones de defensa mutua entre los países, así como de los EE. UU. de informar previamente a Japón antes de movilizar sus fuerzas. 
El tratado también incluyó disposiciones generales para un mayor desarrollo del entendimiento internacional y una mejor colaboración económica entre las dos naciones. Estas disposiciones se convirtieron en la base para el establecimiento de la Conferencia Estados Unidos-Japón sobre Intercambio Cultural y Educativo (CULCON), el Comité de Cooperación Científica Estados Unidos-Japón y el Comité Conjunto Estados Unidos-Japón de Comercio y Asuntos Económicos, los tres de los cuales aún siguen en funcionamiento de forma u otra. 
El Tratado de Seguridad entre Estados Unidos y Japón tenía una duración mínima de 10 años, pero disponía que permanecería en vigor indefinidamente a menos que una de las partes notificara con un año de anticipación su deseo de rescindirlo. El tratado ha durado más que cualquier otra alianza entre dos grandes potencias desde la firma de la Paz de Westfalia en 1648.

## Fondo
El Tratado de Seguridad original entre Estados Unidos y Japón había sido impuesto a Japón por Estados Unidos como condición para poner fin a la ocupación militar de Japón liderada por Estados Unidos tras el final de la Segunda Guerra Mundial. Fue firmado el 8 de septiembre de 1951, junto con la firma del Tratado de Paz de San Francisco que puso fin a la Segunda Guerra Mundial en Asia, y entró en vigor el 28 de abril de 1952, junto con el fin de la ocupación de Japón. El Tratado de Seguridad original no tenía una fecha de finalización específica ni un medio de derogación, permitía que las fuerzas estadounidenses estacionadas en Japón se usaran para cualquier propósito en cualquier parte del "Lejano Oriente" sin consultar previamente con el gobierno japonés, y tenía una cláusula que autorizaba específicamente a las tropas estadounidenses a sofocar las protestas internas en Japón. Quizás lo más irritante de todo es que el pacto no contenía un artículo que comprometiera a Estados Unidos a defender a Japón si Japón fuera atacado por un tercero. 
El gobierno japonés comenzó a presionar para que se revisara el tratado ya en 1952. Sin embargo, la administración del presidente estadounidense Dwight D. Eisenhower se resistió a los pedidos de revisión hasta que un creciente movimiento contra las bases militares estadounidenses en Japón culminó en la lucha de Sunagawa de 1955- 1957 y la indignación popular en Japón tras el incidente de Girard en 1957, que hizo más evidente la profunda insatisfacción con el statu quo. Estados Unidos acordó una revisión, las negociaciones comenzaron en 1958 y el nuevo tratado fue firmado por Eisenhower y Kishi en una ceremonia en Washington D. C. el 19 de enero de 1960. 
Desde una perspectiva japonesa, el nuevo tratado fue una mejora significativa sobre el tratado original, comprometiendo a Estados Unidos a defender a Japón en un ataque, requiriendo una consulta previa con el gobierno japonés antes de enviar fuerzas estadounidenses con base en Japón al extranjero, eliminando la cláusula que preautoriza la supresión de disturbios domésticos, y especificando un término inicial de 10 años, después del cual el tratado podría ser derogado por cualquiera de las partes con un aviso de un año. 
Debido a que el nuevo tratado era superior al anterior, Kishi esperaba que se ratificara en un plazo relativamente corto. En consecuencia, invitó a Eisenhower a visitar Japón a partir del 19 de junio de 1960, en parte para celebrar el tratado recién ratificado. Si la visita de Eisenhower hubiera procedido según lo planeado, se habría convertido en el primer presidente estadounidense en funciones en visitar Japón. 

## Condiciones

Principales bases militares estadounidenses en Japón

En el artículo 1, el tratado comenzó estableciendo que cada país buscaría resolver pacíficamente cualquier disputa internacional. El tratado también dio prominencia a las Naciones Unidas en el tratamiento de la agresión.
El artículo 2 generalmente pedía una mayor colaboración entre las dos naciones en términos de relaciones internacionales y economía. En una reunión cumbre entre el presidente estadounidense John F. Kennedy y el primer ministro japonés Hayato Ikeda en junio de 1961, esta cláusula se puso en práctica con la formación de tres comités consultivos a nivel de gabinete: la Conferencia Estados Unidos-Japón sobre Intercambio Cultural y Educativo (CULCON), el Comité de Cooperación Científica Estados Unidos-Japón y el Comité Conjunto Estados Unidos-Japón de Comercio y Asuntos Económicos, los tres todavía están en funcionamiento de alguna forma. 
El artículo 4 sugiere que Estados Unidos consultará con Japón de alguna manera sobre cómo usa las tropas estadounidenses con base en Japón.
El artículo 5 compromete a los Estados Unidos a defender a Japón si es atacado por un tercero.
El artículo 6 otorga explícitamente a los Estados Unidos el derecho de basar tropas en suelo japonés, sujeto a un detallado "Acuerdo Administrativo" negociado por separado.
El artículo 10 permite la derogación del tratado, después de un período inicial de diez años, si cualquiera de las partes notifica a la otra con un año de anticipación su deseo de dar por terminado el tratado.
El acta acordada del tratado especificaba que se consultaría al gobierno japonés antes de cambios importantes en el despliegue de fuerzas de Estados Unidos en Japón o del uso de bases japonesas para operaciones de combate distintas de la defensa del propio Japón. También se cubrieron los límites de las jurisdicciones de ambos países sobre los crímenes cometidos en Japón por personal militar estadounidense.

## Oposición popular

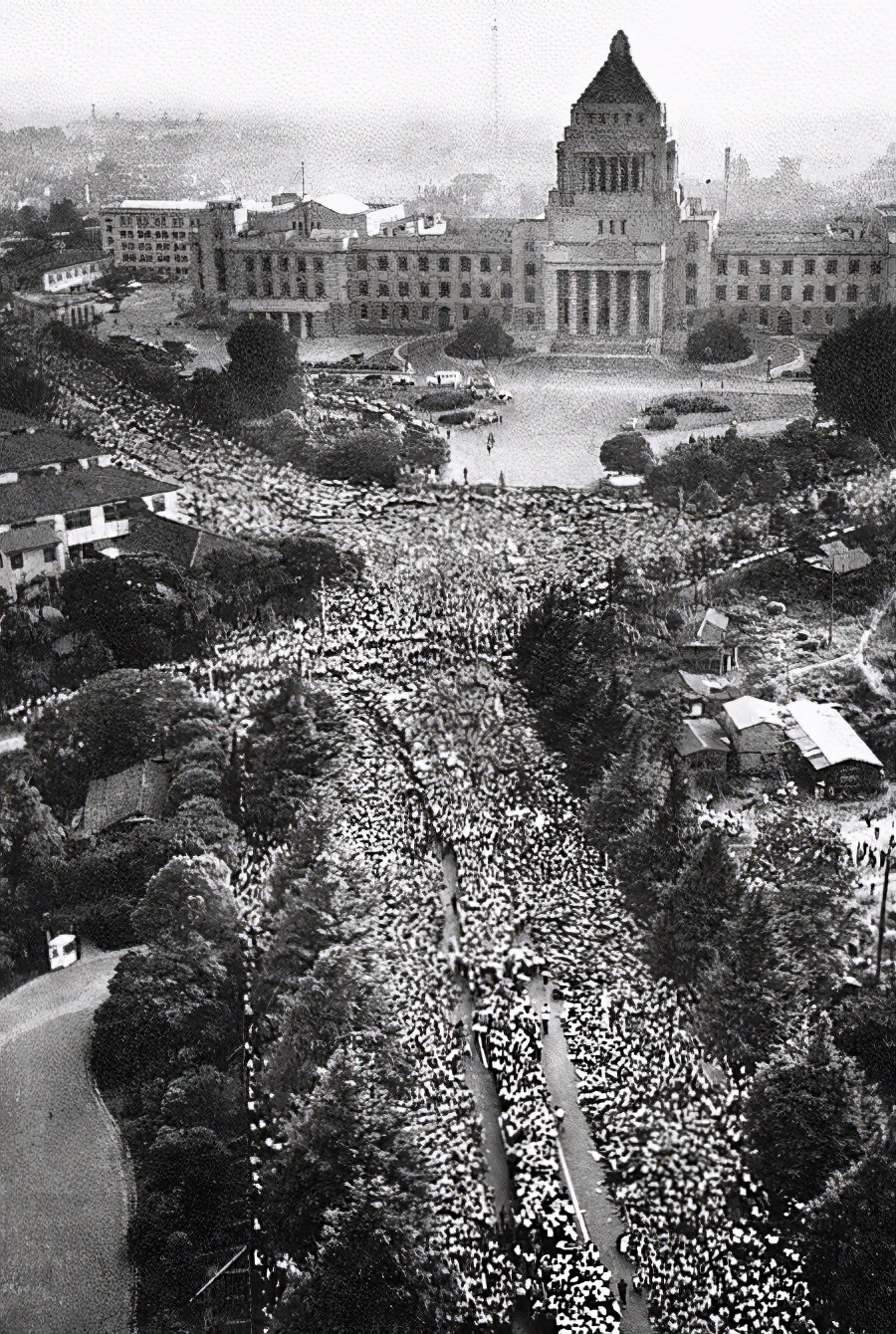
Cientos de miles de manifestantes rodean el edificio de la Dieta Nacional Japonesa durante las masivas protestas de Anpo en 1960 contra el Tratado de Seguridad entre Estados Unidos y Japón.

Aunque el tratado de 1960 fue manifiestamente superior al tratado original de 1951, muchos japoneses de todo el espectro político resintieron la presencia de bases militares estadounidenses en suelo japonés y esperaban deshacerse del tratado por completo. Una organización paraguas, el Consejo Popular para la Prevención de la Revisión del Tratado de Seguridad (安保条約改定阻止国民会議, Anpo Jōyaku Kaitei Soshi Kokumin Kaigi), se formó en 1959 para coordinar las acciones de varios movimientos ciudadanos involucrados en oponerse a la ratificación del tratado revisado. El Consejo del Pueblo estaba integrado inicialmente por 134 organizaciones miembros en marzo de 1959 y llegó a tener 1.633 organizaciones afiliadas en marzo de 1960. Los grupos de miembros incluían sindicatos, sindicatos de agricultores y maestros, círculos de poesía, grupos de teatro, organizaciones de estudiantes y mujeres, grupos de madres, grupos afiliados al Partido Socialista de Japón y al Partido Comunista de Japón, e incluso algunos grupos empresariales conservadores. En total, el Consejo Popular llevó a cabo 27 eventos separados de protesta masiva a nivel nacional desde marzo de 1959 hasta julio de 1960. 
Frente a la oposición popular en las calles y el bloqueo del Partido Socialista en la Dieta Nacional, el primer ministro Kishi estaba cada vez más desesperado por aprobar el tratado a tiempo para la llegada programada de Eisenhower a Japón el 19 de junio. Finalmente, el 19 de mayo de 1960, en el llamado "Incidente del 19 de mayo", Kishi de repente pidió una votación anticipada sobre el tratado. Cuando los miembros de la oposición del Partido Socialista de la Dieta protestaron, Kishi hizo que la policía los sacara físicamente de los pasillos de la Dieta, y aplicó el tratado con solo miembros de su propio partido presentes. 

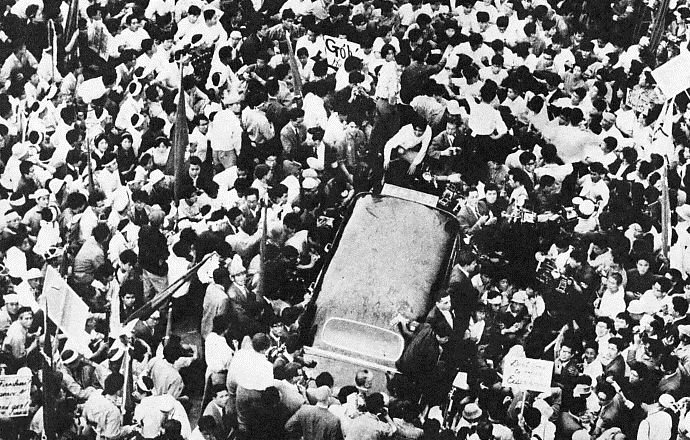
El coche de Hagerty es asaltado por manifestantes, 10 de junio de 1960

Las acciones de Kishi fueron ampliamente percibidas como antidemocráticas y provocaron indignación nacional en todo el espectro político. A partir de entonces, las protestas contra el tratado aumentaron a un tamaño masivo, con la federación laboral Sōhyō llevando a cabo una serie de huelgas a nivel nacional en las que participaron millones de sindicalistas, grandes multitudes marchando en ciudades y pueblos de todo el país y decenas de miles de manifestantes reuniéndose en torno a la Dieta Nacional casi a diario. El 10 de junio, en el llamado Incidente Hagerty, miles de manifestantes asaltaron un automóvil que transportaba al secretario de prensa de Eisenhower, James Hagerty, cortaron sus neumáticos, rompieron sus luces traseras y lo balancearon de un lado a otro durante más de una hora antes de que los ocupantes fueran rescatados por un helicóptero de los marines estadounidenses. Finalmente, el 15 de junio de 1960, los estudiantes activistas radicales de la federación estudiantil nacional Zengakuren intentaron asaltar el complejo Diet, precipitando una feroz batalla con la policía en la que fue asesinada una estudiante de la Universidad de Tokio llamada Michiko Kanba. 
Desesperado por permanecer en el cargo el tiempo suficiente para albergar la visita de Eisenhower, Kishi esperaba asegurar las calles a tiempo para la llegada de Eisenhower llamando a las Fuerzas de Autodefensa de Japón y a decenas de miles de matones de derecha que serían proporcionados por su amigo, Yoshio Kodama, el "reparador" de derecha afiliado a la yakuza. Sin embargo, su gabinete lo convenció de no tomar estas medidas extremas y, a partir de entonces, no tuvo más remedio que cancelar la visita de Eisenhower, por temor a que no se pudiera garantizar su seguridad, y anunciar su propia renuncia como primer ministro, a fin de para sofocar la ira popular generalizada por sus acciones.

## Ratificación y promulgación
A pesar del enorme tamaño alcanzado por el movimiento contra los tratados, las protestas finalmente no lograron detener el tratado. Aunque Kishi se vio obligado a dimitir y la visita de Eisenhower fue cancelada, según la ley japonesa, el tratado se aprobó automáticamente 30 días después de ser aprobado por la Cámara Baja de la Dieta. El artículo 8 del tratado estipulaba que el nuevo tratado entraría en vigor inmediatamente una vez que se intercambiaran los instrumentos de ratificación entre funcionarios japoneses y estadounidenses en Tokio. Los instrumentos se canjearon oficialmente el 23 de junio de 1960, momento en el que entró en vigor el nuevo tratado y expiró el antiguo. Según el canciller Aiichirō Fujiyama, los instrumentos oficiales de ratificación tuvieron que ser pasados de contrabando a Kishi para que los firmara en una caja de dulces, para evitar el aviso de que los manifestantes aún acosaban su residencia oficial. 
Sin embargo, una vez que el tratado entró en vigor y Kishi renunció a su cargo, el movimiento de protesta contra el tratado perdió impulso y se extinguió rápidamente. 

## Consecuencias
El aspecto antiestadounidense de las protestas y la humillante cancelación de la visita de Eisenhower llevaron las relaciones entre Estados Unidos y Japón a su punto más bajo desde el final de la Segunda Guerra Mundial. El nuevo presidente de los Estados Unidos, John F. Kennedy, nombró al comprensivo experto en Japón y profesor de la Universidad de Harvard, Edwin O. Reischauer, como embajador en Japón, en lugar de un diplomático de carrera, e invitó al nuevo primer ministro japonés, Hayato Ikeda, a ser el primer líder extranjero en visitar los Estados Unidos en su mandato. En su cumbre de junio de 1961, los dos líderes acordaron que de ahora en adelante las dos naciones consultarían mucho más estrechamente como aliados, en líneas similares a la relación entre Estados Unidos y Gran Bretaña. De vuelta en Japón, Ikeda adoptó una postura mucho más conciliadora hacia la oposición política, archivando indefinidamente los planes de Kishi de revisar el Artículo 9 de la Constitución japonesa y anunciando el Plan de Duplicación de Ingresos con el objetivo explícito de desviar las energías de la nación lejos del tema contencioso del tratado y hacia un impulso a nivel nacional para un rápido crecimiento económico. 
El difícil proceso de asegurar la aprobación del tratado revisado y las violentas protestas que provocó contribuyeron a una cultura de pactos secretos (密約, mitsuyaku) entre las dos naciones. De cara al futuro, en lugar de someter a votación los asuntos polémicos, las dos naciones negociaron en secreto para ampliar el alcance del Tratado de Seguridad sin permitir una votación. Los pactos secretos negociados en la década de 1960 y que no salieron a la luz hasta décadas más tarde permitieron a los buques de guerra estadounidenses que transportaban armas nucleares "transitar" por los puertos japoneses, permitieron que los buques estadounidenses de propulsión nuclear ventilen aguas residuales radiactivas en aguas japonesas y permitieron a los EE. UU. introducir armas nucleares en las bases estadounidenses en Okinawa incluso después de su regreso a Japón en 1972, entre otros acuerdos secretos.
A lo largo de la década de 1960, los activistas de izquierda esperaban con interés el final del período inicial de 10 años del tratado revisado en 1970 como una oportunidad para tratar de persuadir al gobierno japonés de que derogara el tratado. En 1970, a raíz de los disturbios estudiantiles de 1968-1969 en Japón, varios grupos de estudiantes, grupos cívicos y la organización contra la guerra de Vietnam Beheiren llevaron a cabo una serie de marchas de protesta contra el Tratado de Seguridad. Sin embargo, el primer ministro Eisaku Satō (que era el hermano menor de Kishi) optó por ignorar las protestas por completo y permitir que el tratado se renueve automáticamente. Desde entonces, ninguna de las partes ha intentado derogar el tratado y las bases estadounidenses siguen siendo un elemento fijo en suelo japonés. En 2010, todavía había unas 85 instalaciones que albergaban a 44,850 militares estadounidenses y 44,289 dependientes.

## Oposición actual en Okinawa

Extensión de las bases militares estadounidenses en la prefectura de Okinawa

Un tema central en el debate sobre la continua presencia militar estadounidense es la fuerte concentración de tropas en la pequeña prefectura japonesa de Okinawa. Las bases militares estadounidenses cubren aproximadamente una quinta parte de Okinawa y albergan alrededor del 75% de las fuerzas estadounidenses en Japón. Las fricciones, disputas y problemas ambientales relacionados con la base han dejado a muchos habitantes de Okinawa sintiendo que si bien el acuerdo de seguridad puede ser beneficioso para Estados Unidos y Japón en su conjunto, ellos soportan una parte desproporcionada de la carga. 
Un tema polémico para muchos habitantes de Okinawa es el ruido y la contaminación ambiental creada por las fuerzas estadounidenses en Japón. Se ha descubierto que la exposición prolongada a la contaminación acústica de altos decibelios de los aviones militares estadounidenses que vuelan sobre áreas residenciales en Okinawa causa problemas cardíacos, altera los patrones de sueño y daña las habilidades cognitivas en los niños. Las demandas por ruido excesivo presentadas en 2009 por los residentes de Okinawa contra la Base Aérea de Kadena y la Estación Aérea del Cuerpo de Marines Futenma resultaron en premios de $ 57 millones y $ 1,3 millones para los residentes, respectivamente. Escorrentía de sustancias químicas tóxicas de bases estadounidenses, simulacros con fuego real que utilizan uranio empobrecido, rondas y actividades de expansión y construcción de bases han contaminado el suministro de agua de Okinawa y dañado los arrecifes de coral que alguna vez fueron vírgenes, reduciendo su valor económico para la pesca y el turismo. 
La oposición más poderosa en Okinawa, sin embargo, provino de actos criminales cometidos por miembros del servicio estadounidense y sus dependientes, siendo el ejemplo más reciente el secuestro y abuso sexual de una niña de 12 años de Okinawa en 1995 por parte de dos infantes de marina y un miembro del cuerpo de la Armada. A principios de 2008, la secretaria de Estado estadounidense Condoleezza Rice se disculpó después de una serie de crímenes que involucraron a tropas estadounidenses en Japón, incluida la violación de una niña de 14 años por un infante de marina en Okinawa. El ejército estadounidense también impuso un toque de queda temporal de 24 horas al personal militar y sus familias para aliviar la ira de los residentes locales. 
Estas quejas, entre otras, han sostenido un gran y duradero movimiento contra el Tratado de Seguridad en Okinawa.

## Apoyo popular
A pesar de la fuerte oposición de Okinawa a la presencia militar estadounidense en la isla, existe apoyo para el acuerdo en Japón en su conjunto. Aunque las opiniones sobre el tratado estaban fuertemente polarizadas cuando el tratado fue aprobado por primera vez en 1960, la aceptación de la alianza entre Estados Unidos y Japón ha crecido con el tiempo. Según una encuesta de 2007, el 73,4% de los ciudadanos japoneses apreciaron la alianza entre Estados Unidos y Japón y dieron la bienvenida a la presencia de las fuerzas estadounidenses en Japón. 

## Cobertura del tratado
En 2012, Estados Unidos aclaró en una declaración sobre la disputa de las Islas Senkaku que el tratado cubre las Islas Senkaku y requiere que los estadounidenses las defiendan. 
El 19 de abril de 2019, Japón y Estados Unidos confirmaron que los ciberataques también están cubiertos por el tratado. Las dos naciones también prometieron aumentar la cooperación de defensa para la guerra en el espacio exterior, la guerra cibernética y la guerra electrónica. 